# Satanas nigra
Satanas nigra är en tvåvingeart som beskrevs av Shi, Y 1990. Satanas nigra ingår i släktet Satanas och familjen rovflugor.
Artens utbredningsområde är Nei Mongol (Kina). Inga underarter finns listade i Catalogue of Life.